# Jean-Baptiste-Pierre Lafitte
Pour les articles homonymes, voir Lafitte.
Jean-Baptiste-Pierre Lafitte (Bayonne, 2 juin 1796 - Paris 17e, 6 mars 1879) est un auteur dramatique, romancier, journaliste et comédien français.

## Biographie
Pensionnaire de la Comédie-Française, ses pièces ont été représentées sur les plus grandes scènes parisiennes du XIXe siècle : Théâtre du Vaudeville, Théâtre français, Théâtre de l'Ambigu-Comique, Théâtre des Variétés, etc.

## Œuvres
- Une aventure de Charles V, comédie en 1 acte, 1826
- L'Amitié des femmes, comédie en 1 acte et en vers, 1831
- Les Sybarites, ou les Francs-maçons de Florence, drame lyrique en 3 actes, 1831
- Almanach du département des Landes pour l'année 1832
- Voltaire et Madame de Pompadour, comédie en 3 actes, avec Desnoyer, 1832
- Jeanne Vaubernier ou la cour de Louis XV, comédie en 3 actes, avec Michel-Nicolas Balisson de Rougemont et Augustin Lagrange, 1832
- Tout chemin mène à Rome, comédie-vaudeville en 1 acte, avec Desnoyer, 1834
- Naissance et Mariage, comédie-vaudeville en 1 acte, avec Eugène Cormon, 1835
- Mémoires de Fleury, de la Comédie française, 1757 à 1820, 2 vol., 1835-1838
- Madeleine la sabotière, comédie vaudeville en 2 actes, avec Jean-François-Alfred Bayard et Desnoyer, 1836
- Un serment de femmes, vaudeville en 1 acte, avec Cormon, 1836
- Valérie mariée, ou Aveugle et Jalouse, drame en 5 actes, avec Charles Desnoyer, 1836
- Lauzun, comédie-vaudeville en deux actes, avec Michel Masson et X.-B. Saintine, 1840
- Le Tailleur de la Cité, vaudeville en 2 actes, avec Masson et Saintine, 1841
- Les Trois Marie, 2 vol., avec Michel Masson, 1840-1841
- Le Docteur rouge, roman, 3 vol., 1844
- Le Gage du roi, roman, 1845
- Le Gantier d'Orléans, histoire du XVIe siècle, 1845
- L'Angelus, drame en 5 actes et 6 tableaux, avec Adolphe d'Ennery, 1846
- Un conte bleu, comédie-vaudeville en 1 acte, avec Frédéric Thomas, 1846
- Le Mari anonyme, comédie-vaudeville en 2 actes, avec d'Ennery, 1847
- Le Pour et le Contre, comédie en 1 acte et en prose, avec Eugène Nyon, 1852
- Lisette, vaudeville en 1 acte, 1856

## Théâtre (comédien)
- 1822 : Le Barbier de Séville de Beaumarchais, Comédie-Française : L'Éveillé
- 1822 : Iphigénie de Jean Racine, Comédie-Française : Eurybate
- 1822 : Regulus de Lucien Arnault, Comédie-Française : un Romain
- 1822 : Le Misanthrope de Molière, Comédie-Française : le garde
- 1822 : Esther de Jean Racine, Comédie-Française : Asaph
- 1822 : Tartuffe de Molière, Comédie-Française : l'exempt
- 1822 : Les Quatre âges de Pierre-François Camus de Merville, Comédie-Française : un laquais
- 1823 : L'Homme aux scrupules de Richard Faber, Comédie-Française : un laquais
- 1823 : Eugénie de Beaumarchais, Comédie-Française : Robert
- 1823 : Pierre de Portugal de Lucien Arnault, Comédie-Française : un Grand du Portugal
- 1824 : Le Misanthrope de Molière, Comédie-Française : Basque
- 1824 : Richard III et Jeanne Shore de Népomucène Lemercier, Comédie-Française : Stanley
- 1824 : Le Méchant malgré lui de Théophile Dumersan, Comédie-Française : un laquais
- 1824 : Bothwell d'Adolphe Simonis Empis, Comédie-Française : Ruthvert
- 1825 : Athalie de Jean Racine, Comédie-Française : un lévite
- 1825 : Le Roman d'Alexandre-Joseph-Jean de la Ville de Mirmont, Comédie-Française : un domestique
- 1825 : Bélisaire d'Étienne de Jouy, Comédie-Française : Valérus
- 1825 : Lord Davenant de Jean-Baptiste Vial, Justin Gensoul et Jean-Baptiste Milcant : un domestique
- 1825 : Le Veuvage interrompu de Jean-François Bayard : un laquais
- 1825 : Léonidas de Michel Pichat, Comédie-Française : Hydarnès
- 1826 : Fiesque de Jacques-François Ancelot : premier génois
- 1826 : Charles VI d'Alexandre-Jean-Joseph de La Ville de Mirmont, Comédie-Française : l'officier français
- 1826 : Le Portrait d'un ami d'Ernest Musnier Desclozeaux, Comédie-Française : un laquais
- 1826 : Pauline de Théophile Dumersan, Comédie-Française : François
- 1826 : Les Plaideurs de Jean Racine, Comédie-Française : le souffleur
- 1826 : Nicomède de Pierre Corneille, Comédie-Française : Araspe
- 1826 : Les Précieuses ridicules de Molière, Comédie-Française : un violon
- 1826 : Marcel de Michel-Nicolas Balisson de Rougemont, Comédie-Française : Charny
- 1827 : Athalie de Jean Racine, Comédie-Française : Nabal
- 1827 : Louis XI à Péronne de Jean-Marie Mély-Janin, Comédie-Française : Montjoie
- 1827 : Julien dans les Gaules d'Étienne de Jouy, Comédie-Française : Evenière
- 1827 : Lambert Simnel ou le Mannequin politique de Louis-Benoît Picard et Adolphe Simonis Empis, Comédie-Française : James
- 1827 : Virginie d'Alexandre Guiraud, Comédie-Française : deuxième romain
- 1827 : Le Premier venu ou Six lieues de chemin de Jean-Baptiste Vial, Comédie-Française : Blaise
- 1827 : Le Proscrit ou les Guelfes et les Gibelins d'Antoine-Vincent Arnault, Comédie-Française : Guiscar
- 1827 : Emilia d'Alexandre Soumet, Comédie-Française : un soldat
- 1827 : Andromaque de Jean Racine, Comédie-Française : Phoenix
- 1827 : Blanche d'Aquitaine de Hippolyte Bis, Comédie-Française : Geoffroi
- 1828 : Molière de François Dercy, Comédie-Française : le garçon de théâtre
- 1828 : Chacun de son côté d'Édouard-Joseph-Ennemond Mazères, Comédie-Française : un valet